# Julian Sartorius

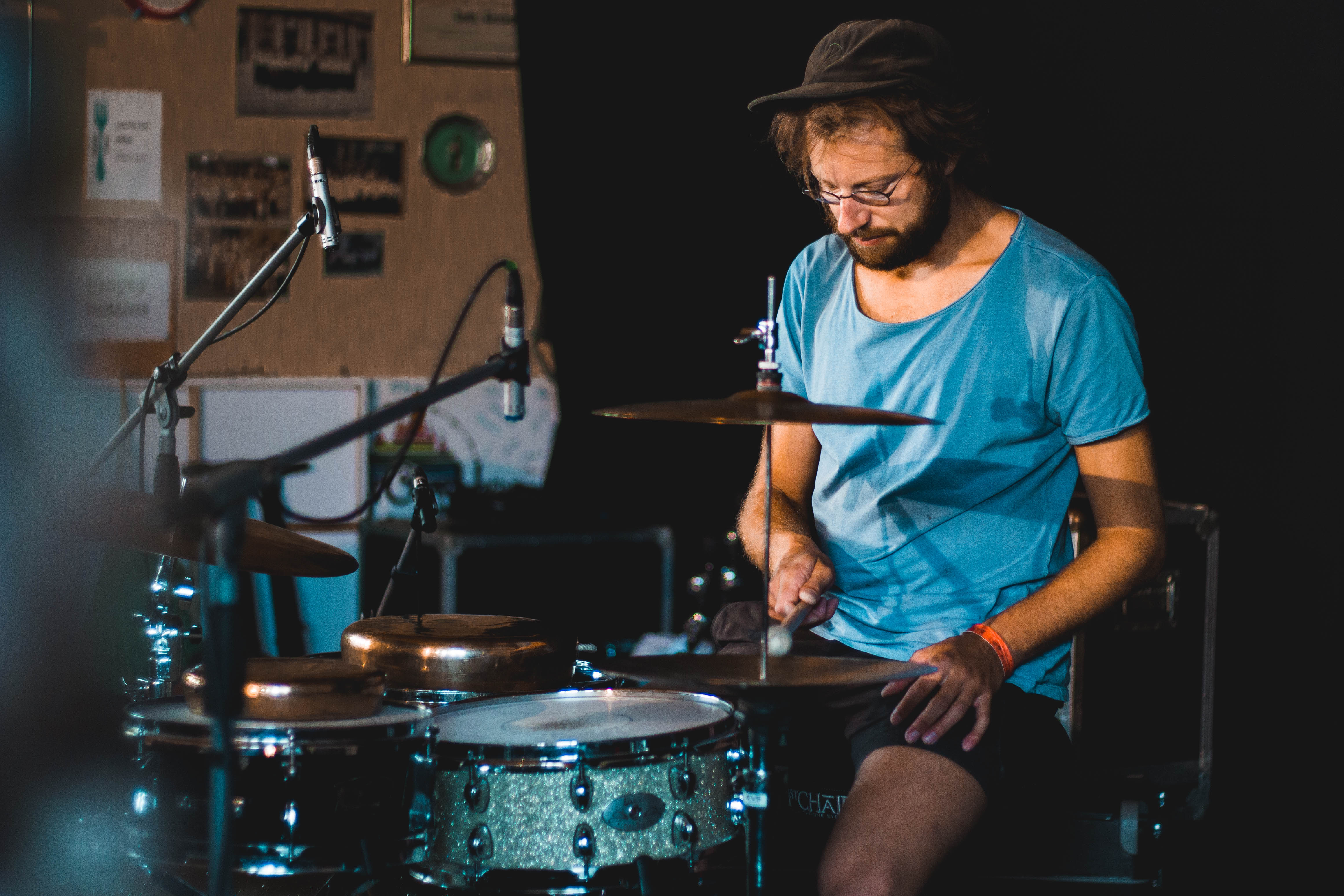
Julian Sartorius

Julian Sartorius (* 1981 in Thun) ist ein Schweizer Jazz- und Improvisationsmusiker (Schlagzeug, Perkussion, Komposition).

## Leben und Wirken
Sartorius erhielt im Alter von fünf Jahren ersten Trommelunterricht. Nachdem er in lokalen Underground-Bands gespielt hatte, studierte er in Bern an der Swiss Jazz School und in Luzern bei Fabian Kuratli, Pierre Favre und Norbert Pfammatter.
Sartorius gehörte von 2008 bis 2010 zur Band von Sophie Hunger; dann war er Mitglied der Gruppen von Co Streiff und Stefan Aeby (Are You...?). 2013 gründete er das Sartorius Drum Ensemble (mit Lionel Friedli, Peter Conradin Zumthor und Arno Troxler). Derzeit spielt er im Trio von Colin Vallon, mit dem er zwei Alben für ECM aufgenommen hat, sowie in der Band von Bruno Spoerri; seit 2020 tritt er wieder international mit Sophie Hunger auf. Zudem hat er mit Musikern wie Jean-Paul Bourelly, Matthew Herbert, Shahzad Ismaily, Sylvie Courvoisier, Fred Frith, Rhys Chatham, Johanna Borchert, Christoph Gallio, Sha, Dimlite und Merz, aber auch mit Valentina Magaletti zusammengearbeitet. Er tourte in Europa ebenso wie in Nord- und Südamerika.
Sartorius tritt auch mit einer Soloperformance auf und hat mehrere Soloalben veröffentlicht, darunter die 12-LP-Box Beat Diary mit 365 Beats, von denen er an jedem Tag des Jahres 2011 einen schuf. Seine Videoinstallation «Schläft ein Lied in allen Dingen» wurde in Kunstgalerien vorgestellt.

## Diskografie (Auswahl)
- Lila (Unit 2007, mit Hans-Peter Pfammatter, Christoph Erb, Flo Stoffner)
- Beat Diary (Everest 2012)
- Zatter (Intakt 2014)
- Colin Vallon/Patrice Moret/Julian Sartorius: Le Vent (ECM 2014)
- Colin Vallon/Patrice Moret/Julian Sartorius: Dance (ECM 2017)
- Hidden Tracks: Basel – Genève (Everest 2017)[2]
- ThunThunThun (Publikation mit Download, Kunstmuseum Thun 2018)[3]
- Sylvie Courvoisier/Ned Rothenberg/Julian Sartorius: Lockdown (Clean Feed Records 2021)
- Locked Grooves (OUS Records 2021)
- Sanne Rambags, Vincent Courtois, Julian Sartorius: Twigs (BMC Records 2023)
- Axel Dörner, Oliver Schwerdt, Julian Sartorius: Jul Fuel (2024)